# أقطار متزاوجة

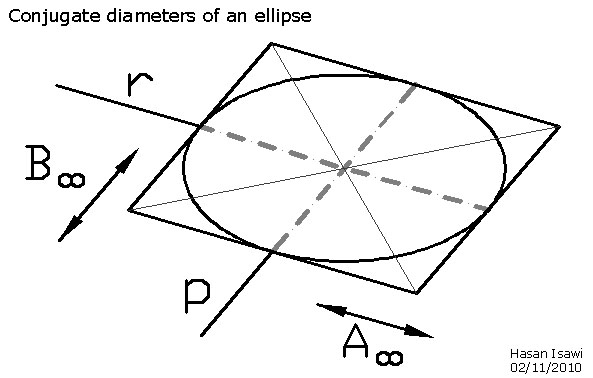
اقطار متزاوجة

في الهندسة، يقال قطرين متزاوجان (Conjugate Diameters) أو متقارنان، لمقطع مخروطي، إذا كل منهما منصف للأخر. على سبيل المثال، قطرين متزاوجان لدائرة إذا كانا عموديان على بعضهما.
يقال وترين متزاوجان إذا كل وتر يحتوي قطب القطر الآخر، الخط القطبي للنقطة المشتركة للوترين، هو الخط الموصل القطبين.
في حالة الأقطار المتزاوجة، النقطة المشتركة هي المركز الهندسي للقطع المخروطي. وإذا كانت هذه الأقطار تشكل بينهما 90 درجة، فهما بالتوالي القطر الأكبر والقطر الأصغر.
كل قطرين متزاوجان لإهليج، يكونان متوازيان لمتوازي أضلاع محيط (envelope) الاهليج. وجميع متوازيات الأضلاع (المحيطة باهليج لها نفس المساحة.
من الممكن إنشاء الإهليج من أي زوج من الأقطار المتزاوجة، أو أي متوازي اضلاع محيط. على سبيل المثال، Pappus Alexandria في كتابة الثامن يبين طريقة إنشاء الاقطار الرئيسية للقطع الناقص بمجرد وجود زوج من الأقطار المتزاوجة.

## إنشاء اهليج بواسطة المحاور معلوم قطرين متزاوجين

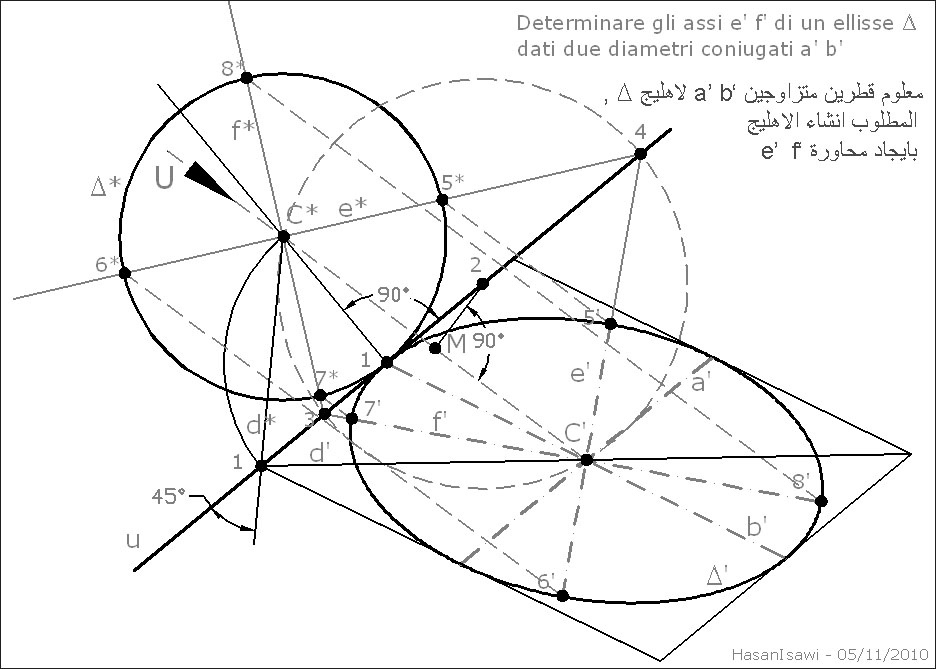
معلوم قطرين متزاوجين لاهليج المطلوب إنشاء هذا الاهليج عن طريق محاوره

لنفترض أنها حددت مسبقا الأقطار المتزاوجة a' b' لأهليج ∆* ونريد إنشاء هذا الاهليج عن طريق إيجاد محاوره.
لحل المشكلة نعتبر أن الاهليج ∆’ مسقط لدائرة ∆ من مركز لانهائية وبذلك القطرين a' b' هي مساقط قطرين للدائرة ∆ متعامدة على بعضهما. ووفقا لهذا الاعتبار يمكن استخدام التقابل الافيني (تألف بمركز لانهائي) بين المسقط ∆’ وانقلاب الدائرة ∆ على نفس المستوى حيث يوجد المسقط ∆’. بمتابعة الشكل المرفق يمكن ملاحظة ما يلي:
- محور الانقلاب u يتطابق مع طلع من اطلاع متوازي الاطلاع المحيط الاهليج ∆’. وبهذه الطريقة يمكن تخيل ان الإقطار a b في الفراغ هما، بالتوالي، القطر a' موازي لمحور الانقلاب u والقطر b عمودي على نفس u.
- لذلك الانقلاب b* للقطر b، هو عمودي على المحور u ويمر بالنقطة 0 (نقطة تقاطع b مع المحور)
- والانقلاب d* (قطر المربع المحيط للدائرة ∆) يمر بالنقطة 1 (نقطة التقاء المحور u مع المسقط d' للقطر d)، ويشكل زاوية 45 درجة مع المحور u.
- النقطة C*، التقاء الانقلابين d* e b*, تمثل انقلاب مركز الدائرة ∆.
- الخط الواصل بين النقطتين C* C' (بالتوالي انقلاب مركز الدائرة ∆ وإسقاط نفس المركز) يحدد اتجاه مركز التألف U (في هذة الحالة تألف مائل بالنسبة للمحور u) بين الإسقاط ∆' والانقلاب ∆* للدائرة ∆.
- يعتبر المستقيم C*-C وتر لدائرة مساعدة التي مركزها يقع في النقطة 2 (نقطة تقاطع u مع منصف المستقيم C*-C) ونصف قطرها يساوي المستقيم 2-C* (أو 2-C').
- محيط الدائرة المساعدة يمر بالمراكز C* و C' ويتقاطع مع المحور u في النقاط 3 و 4. ووفقاً للخاصية الهندسية للدائرة، بوصل النقاط 3 و 4 (التي تنتمي إلى قطر الدائرة المساعدة) مع المراكز C* e C' ' (التي تنتمي إلى محيط الدائرة المساعدة)، حصلنا على زوجين من الخطوط e*,f* و e',f' التي تشكل فيما بينها، اثنين اثنين، زوايا قائمة. وبالتالي فقد حصلنا على المحاور المطلوبة e',f’ للاهليج ∆'
- ومنذ أن النقاط المتقابلة (مثل 8 * و 8 ') تنتمي إلى خطوط متقابلة (f* و f') وتستطف باتجاه مركز التقابل U، فان الأطراف 5', 6', 7' و8 للمحاور e' ,f' تحدد كتقاطع بين المحاور e' ,f’ مع الخطوط المتوازية لاتجاه U والمارة بالنقاط 5*, 6*, 7* 8*.

## روابط خارجية
- رسم واظهار حالة تقاطع بين اسطوانة دائرية قائمة وسقف مائل بطية واحدة. د. حسن العيسوي